# Nikolaus III. (Troppau-Leobschütz)
Nikolaus III. von Troppau (tschechisch Mikuláš III. Opavský; * um 1339; † 9. Juli 1394) war 1367–1377 Herzog von Troppau und 1377–1394 Herzog von Leobschütz.

## Leben
Nikolaus III. von Troppau entstammte dem Troppauer Zweig der böhmischen Přemysliden. Seine Eltern waren Nikolaus II. von Troppau und dessen zweite Ehefrau Hedwig († 1359), Tochter des Herzogs Konrad I. von Oels († 1366).
Nach dem Tod des Vaters 1365 verwalteten Nikolaus III. und seine drei Brüder die ererbten Besitzungen zunächst gemeinsam. Bei der Teilung im Jahre 1367 erhielten Nikolaus III. und seine jüngeren Brüder Wenzel I. und Přemysl I. Anteile des Herzogtums Troppau. Der älteste Bruder Johann I. erhielt das Herzogtum Ratibor als Alleinerbe, wodurch er Stammvater der přemyslidischen Linie Troppau-Ratibor wurde. Erst 1377 erfolgte eine Aufteilung der Gebiete des Herzogtums Troppau, wobei für Nikolaus III. und Wenzel I. das Herzogtum Leobschütz ausgegliedert wurde und das so verkleinerte Herzogtum Troppau Přemysl I. erhielt.
Da sich Nikolaus III. fortwährend in finanziellen Schwierigkeiten befand, verpfändete er Leobschütz, Zuckmantel, Hultschin und Kranstädt an seinen Onkel Konrad II. von Oels. 
Nikolaus III. starb unverheiratet und ohne Nachkommen 1394. Erbe wurde sein jüngster Bruder Přemysl I., dem es gelang, Leobschütz wieder einzulösen.